# Леонард, Луиза
Луи́за Ле́онард (англ. Louise Leonard), также Ре́кси Ле́онард (англ. Wrexie Leonard, 1867—1937), — американский астроном, одна из первых женщин — профессиональных астрономов. В 1895—1916 годах работала в Лоуэлловской обсерватории, личный секретарь и любовница Персиваля Лоуэлла.

## Биография
Луиза Леонард родилась в городе Трой, штат Пенсильвания; о её ранних годах практически ничего не известно. В 1894 году она посетила Лоуэлловскую обсерваторию, а в следующем году была нанята в бостонский офис Персиваля Лоуэлла в качестве личного секретаря. Практически сразу её привлекли к работам по поиску пустынных мест с подходящим для наблюдений Марса астроклиматом, вместе с Лоуэллом в 1895 году они совершили поездку во Францию и Алжир, а в 1897 году — в Мексику. Она была допущена и к телескопическим наблюдениям, хотя существует версия, что её фотография у 24-дюймового рефрактора является постановочной. Тем не менее она активно занималась астрономическими наблюдениями, в архиве обсерватории сохранились её зарисовки не только Марса, но и Меркурия с Юпитером — едва ли не за столетие до того, как женщины стали активно работать в наблюдательной астрономии. В 1904 году Луиза Леонард была принята в ряды Французского астрономического общества. Её зарисовки Марса были опубликованы в журнале «Popular Astronomy» (Vol. XV, No. 7, 1907).
Луиза Леонард состояла с Персивалем Лоуэллом в длительной любовной связи, в резиденции владельца обсерватории во Флагстаффе у неё была собственная комната. Секретарские обязанности плавно переходили и в бытовые, в частности она не только занималась корреспонденцией и расчётами по наблюдениям, правила рукописи книг, но и заказывала сигары, а также занималась садоводством. Де-факто она была его женой, но, по словам Уильяма Лоуэлла Патнэма — внучатого племянника, — «в социальном кругу Лоуэлла не женились на секретаршах». После женитьбы Лоуэлла на Констанс Сэвидж Кейт в 1908 году, Рекси сохранила прежний статус, не прерывались и отношения с Персивалем. 12 ноября 1916 года Лоуэлл скоропостижно скончался от инсульта, после чего по настоянию вдовы Луиза Леонард немедленно была уволена и больше никогда не работала в сфере астрономии.
Биография Луизы Леонард после 1916 года также малоизвестна. В 1921 году на основе своей переписки с Лоуэллом она опубликовала книгу «Персиваль Лоуэлл: итоги» (1921), которую Дэвид Долан охарактеризовал как «агиографическую». До биржевого краха 1929 года она была занята в сфере недвижимости, последние годы жизни провела в доме престарелых в Роксбери (Массачусетс). Материально её поддерживал брат Персиваля — президент Гарвардского университета Эббот Лоуэлл, но в опубликованной им в 1935 году биографии брата о Луизе нет ни слова. По замечанию Я. Миллсапс, она намного опередила своё время и была забыта. Некоторые биографические материалы о Л. Леонард были подняты в публикации Дж. Холлиса в 1992 году. Я. Миллсапс в 2013 году опубликовала роман «Венера на Марсе», главная героиня которой — Лу — получила некоторые черты характера и детали биографии Луизы Леонард.
В честь Луизы Леонард был назван кратер на Венере диаметром 30 км (координаты: 73° 8’ широты и 185° 2’ долготы).